# 诺曼·福斯特
泰晤士河岸的福斯特男爵诺曼·羅伯特·福斯特，OM，FRIBA，FCSD，RDI，（1935年6月1日—），英国建筑师，於1961年自曼彻斯特大学毕业到耶鲁大学攻读硕士学位。在与理察·羅傑斯共组小组四前，为富勒工作，於1967年创立自己的事务所Foster Associates，1983年获得皇家金质奖章，於1990年封爵士；於1997年獲英女皇列入杰出人士名册，获功绩勋章；於1999年获封终身贵族泰晤士河岸的福斯特男爵（Baron Foster of Thames Bank）。
霍朗明是高科技建筑風格的代表人物，同樣亦是建築業界聖手。他以设计金融证券类商业建筑和机场建筑而闻名。1986年建成的香港滙豐總行大廈令他在国际建筑界声名鹊起，随后的法兰克福商业银行、香港國際机场更令其声望在建筑界达到顶峰，霍朗明因為帝国战争博物馆获史特靈獎；2004年，再因俗称“小黄瓜”的伦敦摩天楼圣玛莉艾克斯30号大楼折桂。他是第二位两次获得史特靈獎的英国建筑师。他也是1999年的普利兹克奖得主。
因千禧橋一度因晃动过剧关闭，英国小报称其为「晃晃大人」（Lord Wobbly）。

## 作品

诺曼·福斯特部分著名作品
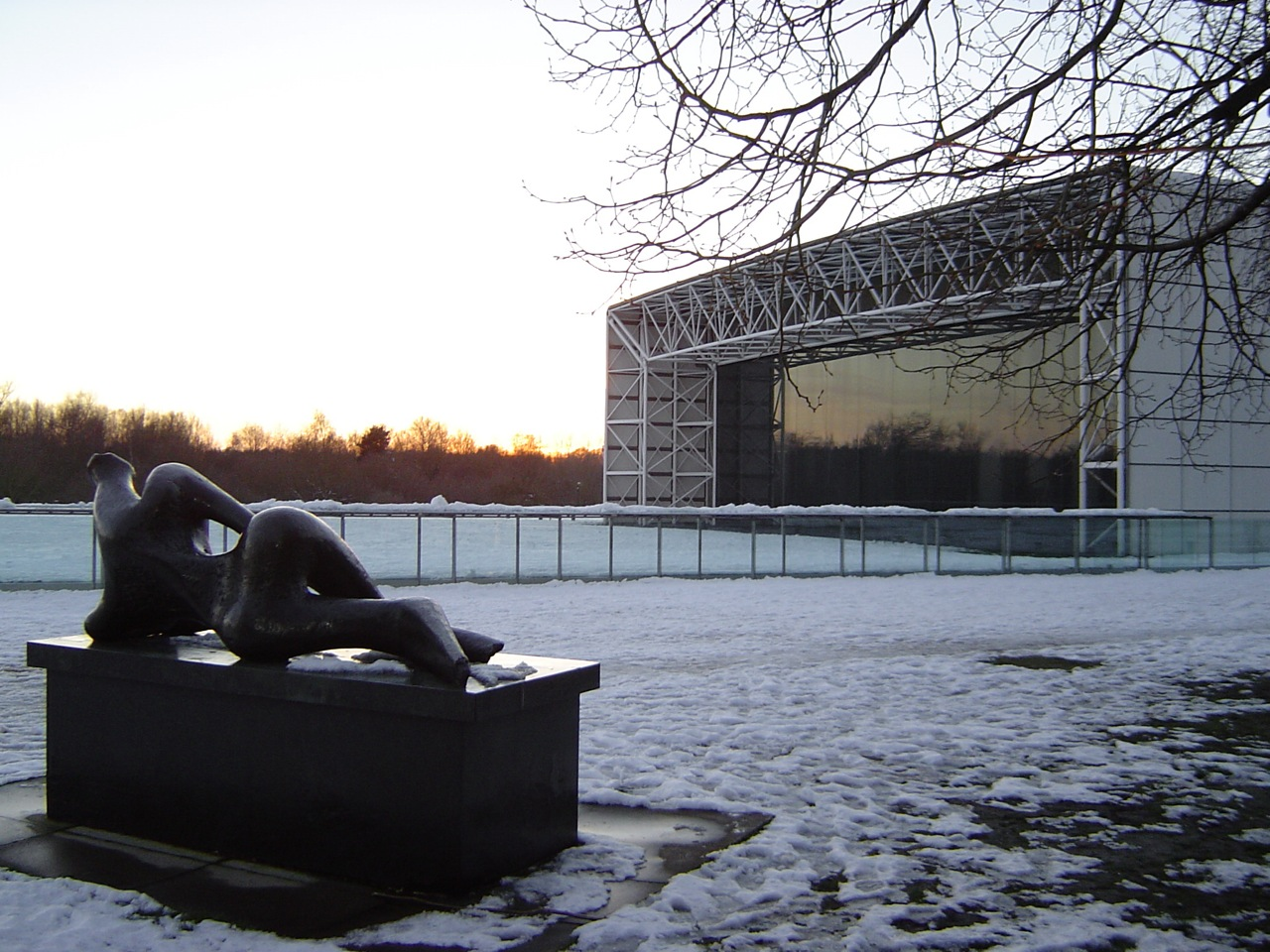
桑斯伯里艺术中心，英国
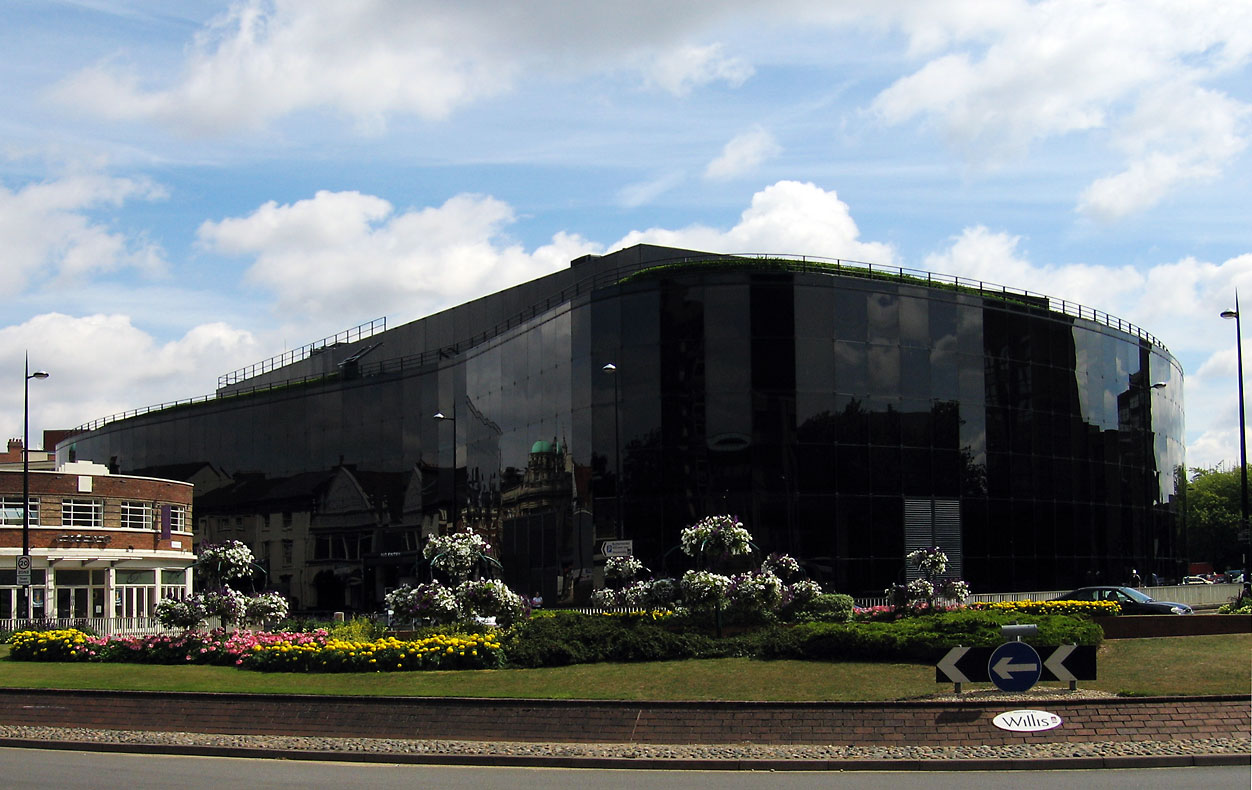
威利斯费伯大楼，英国
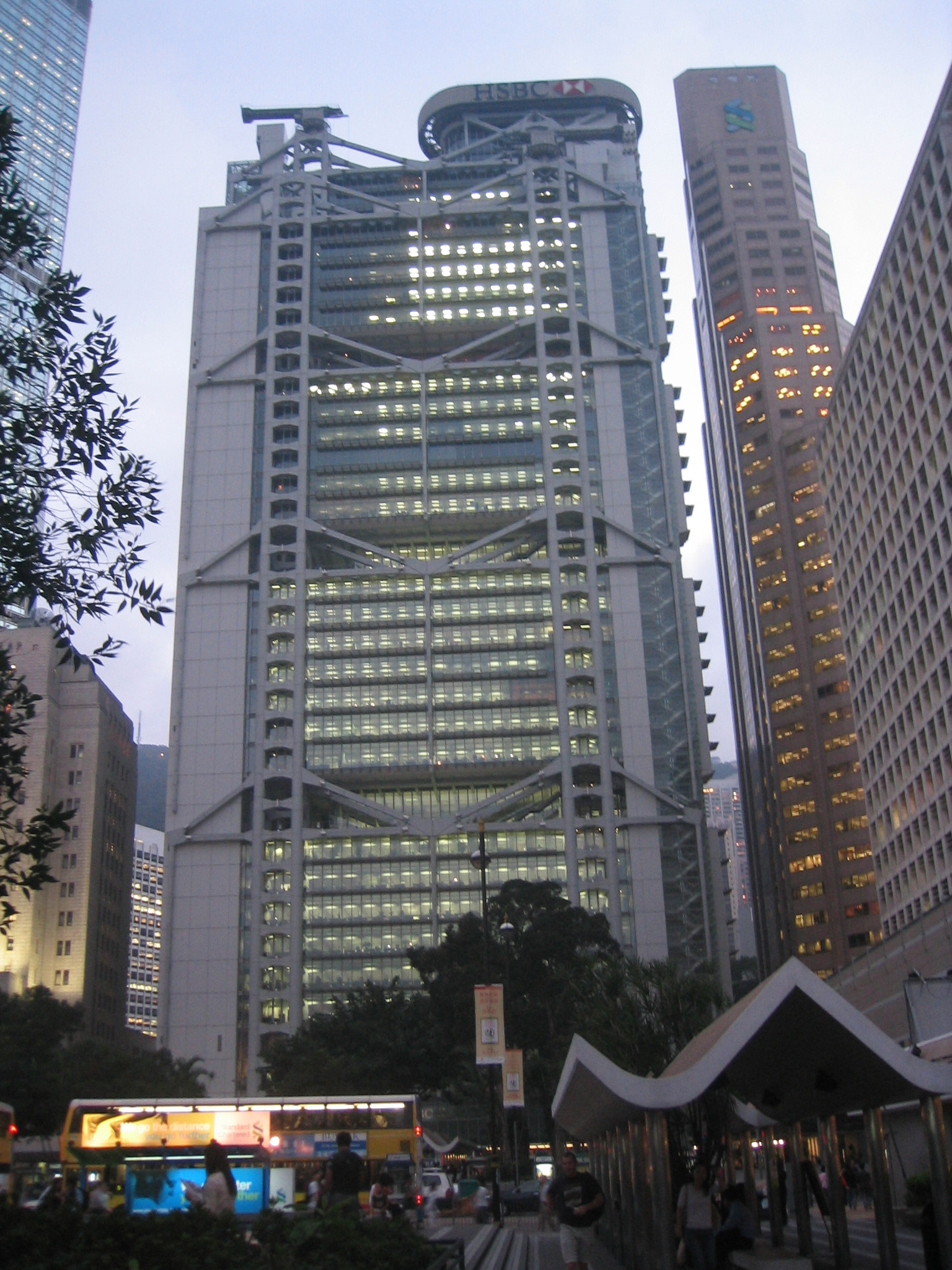
汇丰银行总部，香港
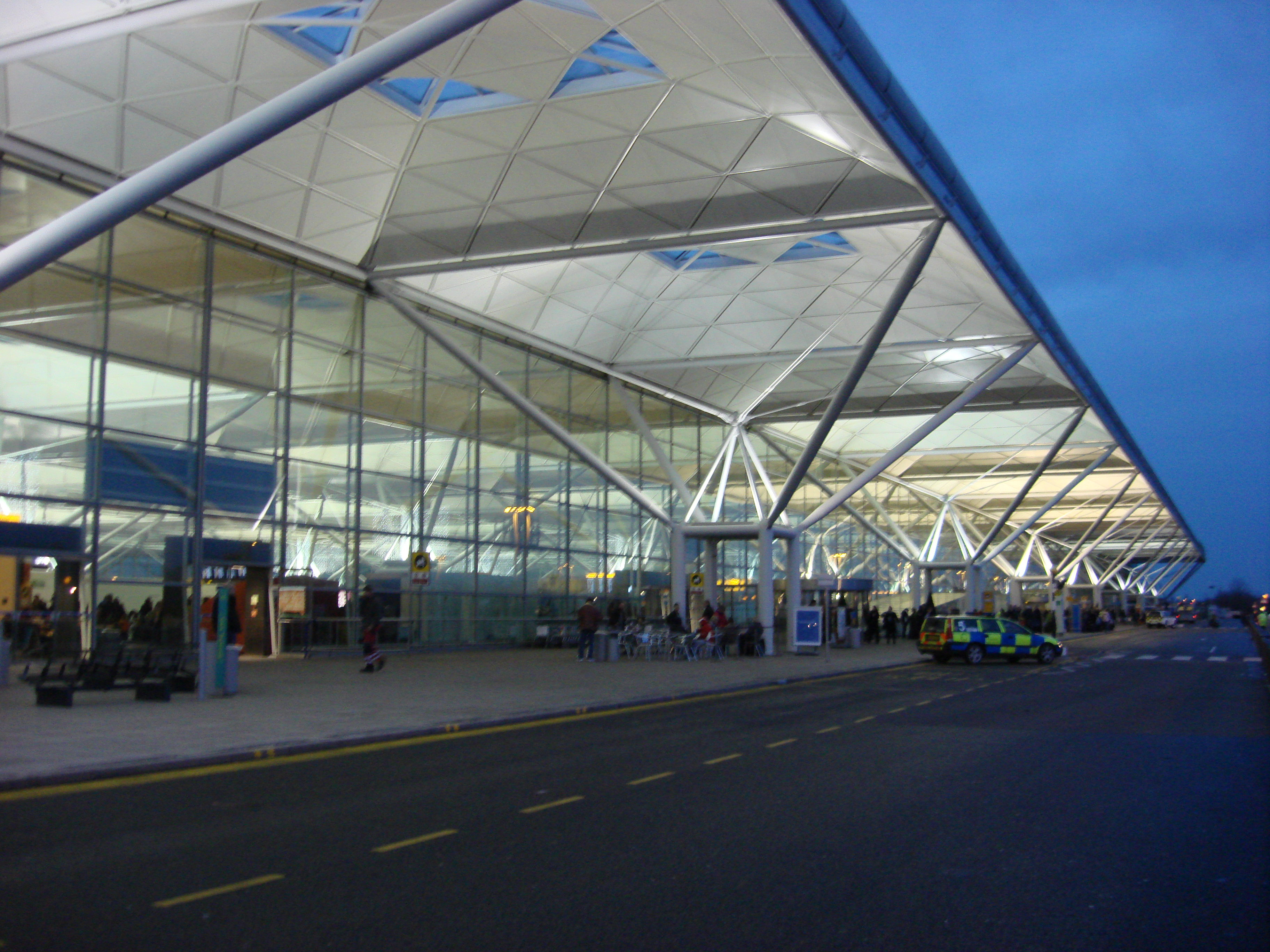
伦敦斯坦斯特德机场，英国
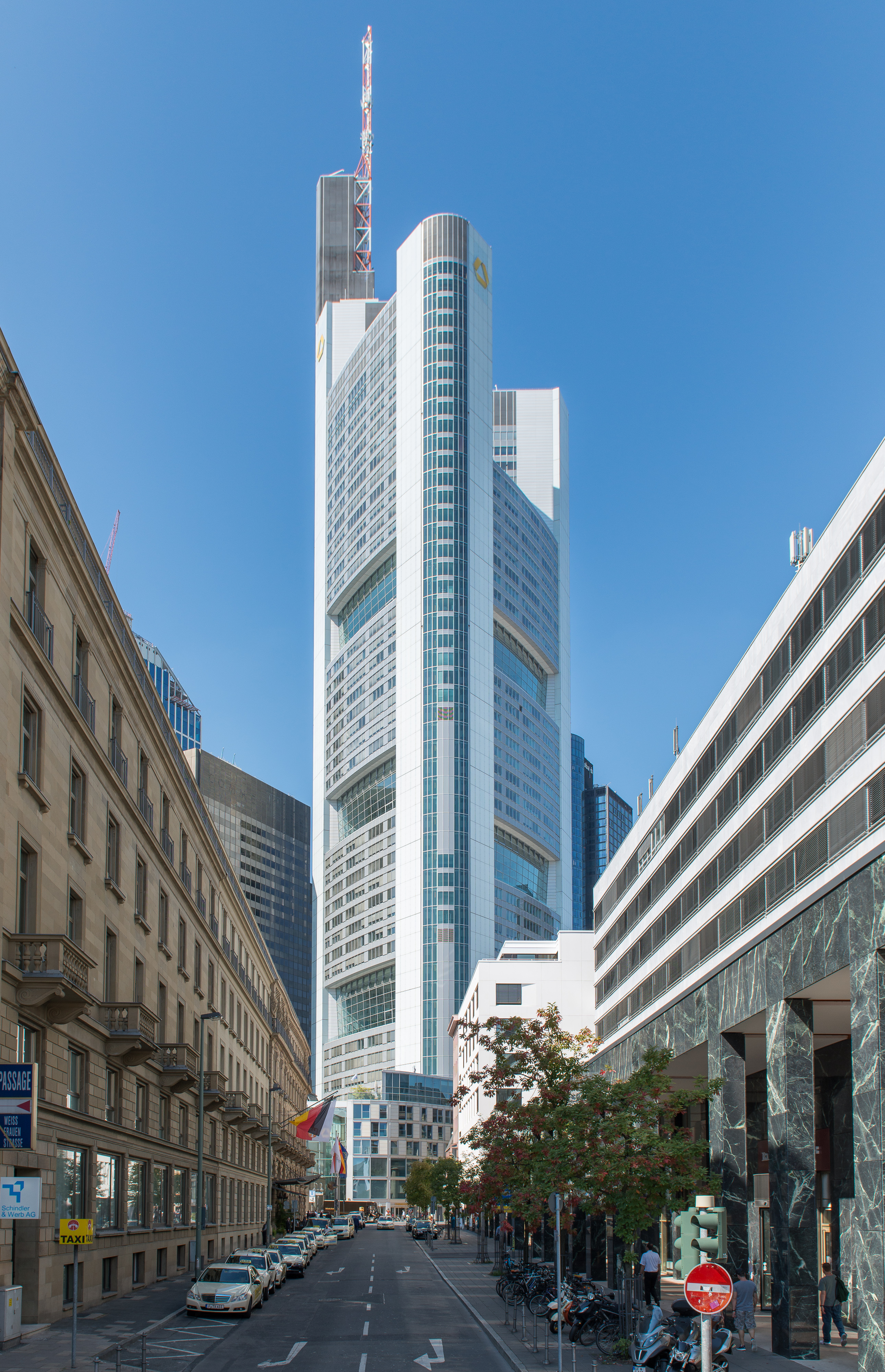
法兰克福商业银行总部大楼，德国
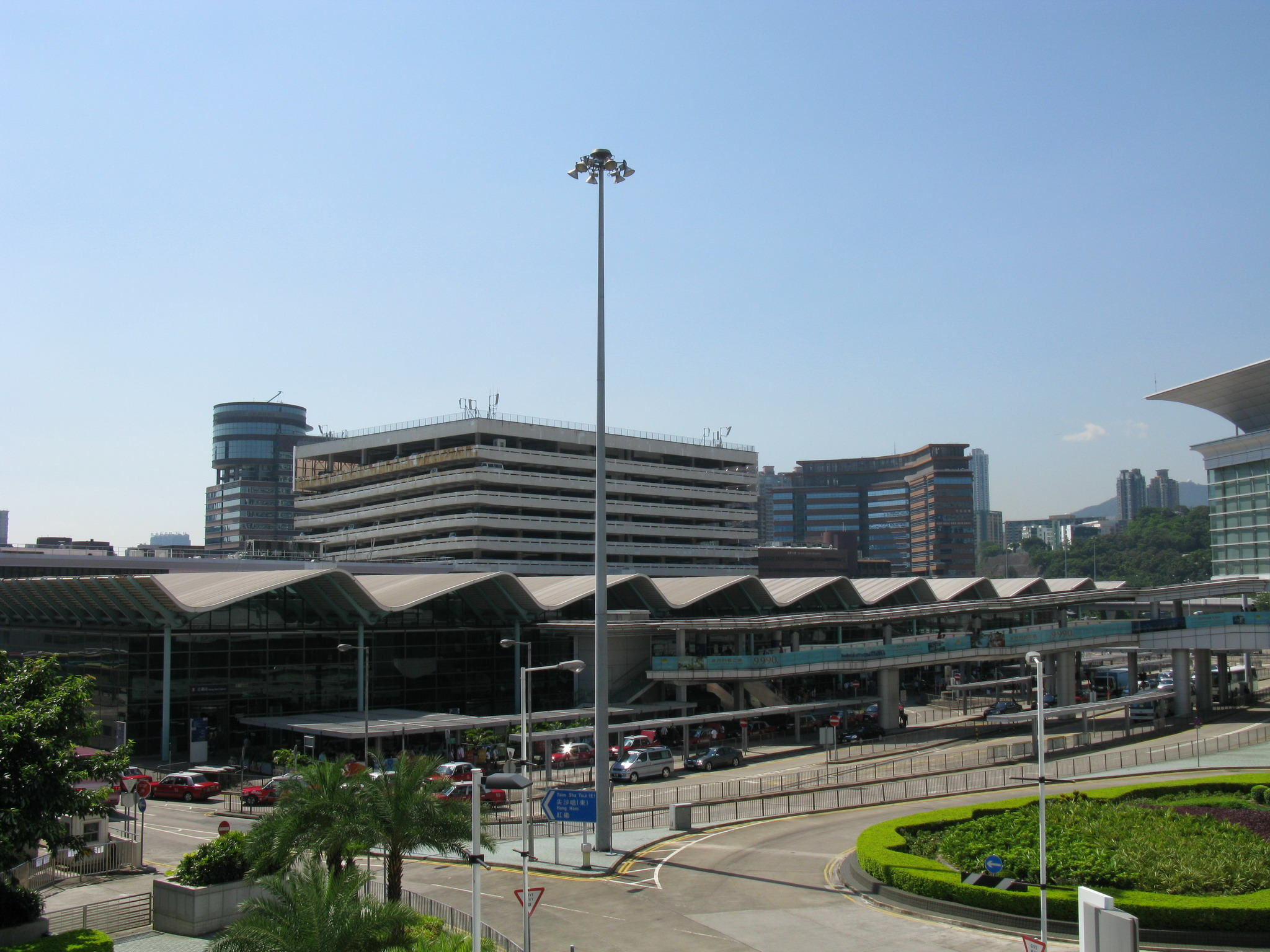
紅磡站翻新工程，香港
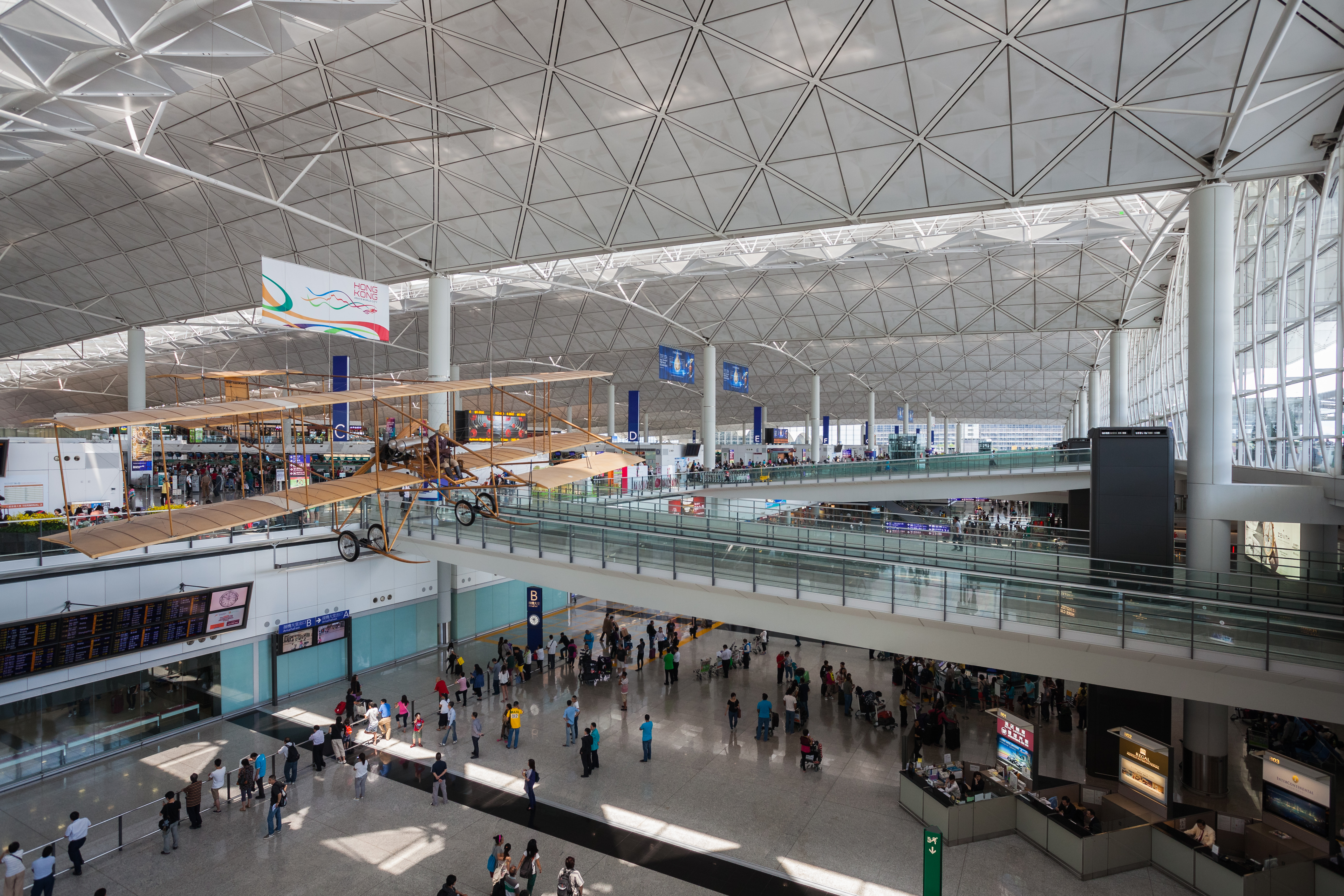
香港国际机场一号客运大楼，香港
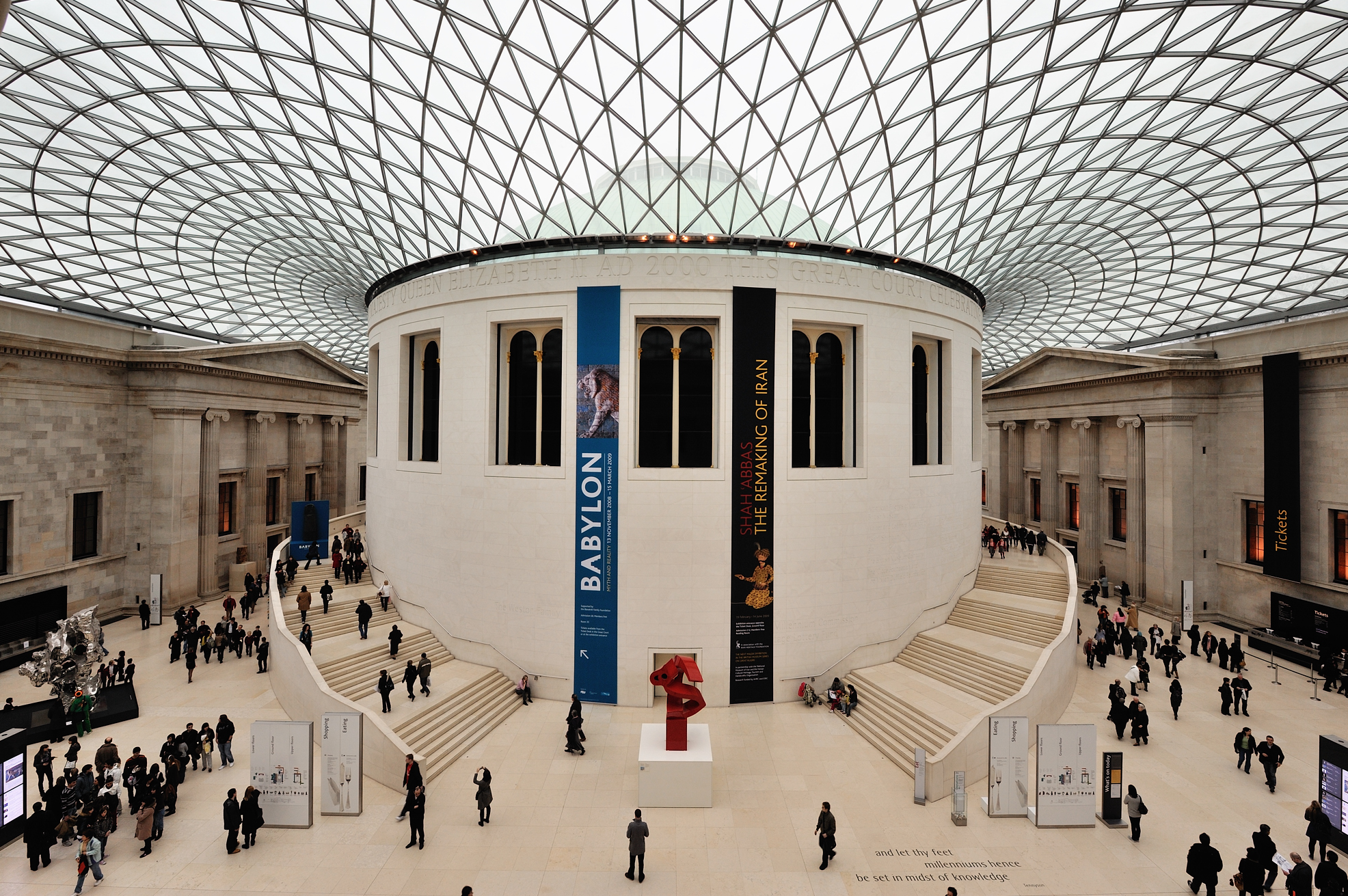
大英博物馆中庭，英国
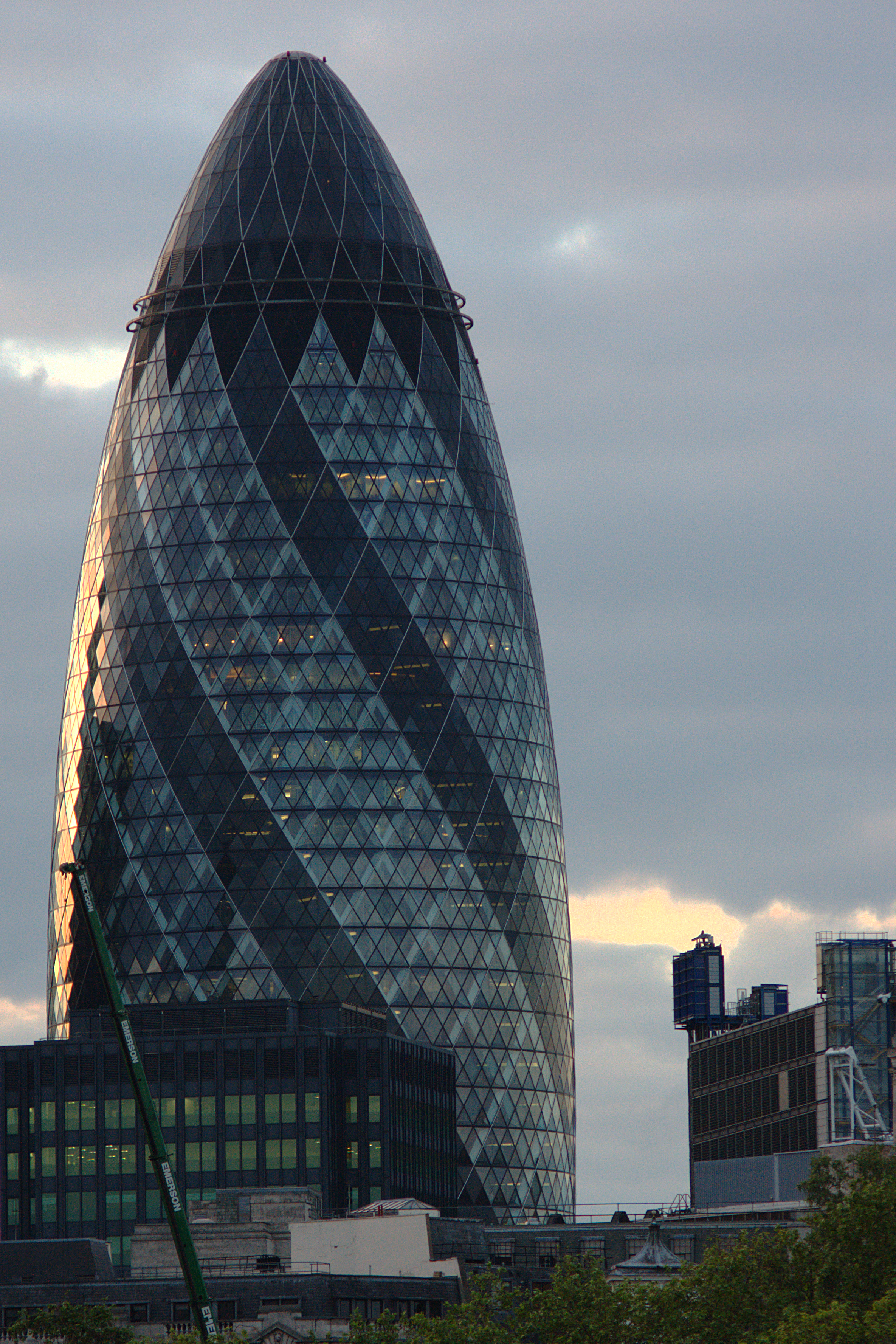
瑞士再保险大楼，英国
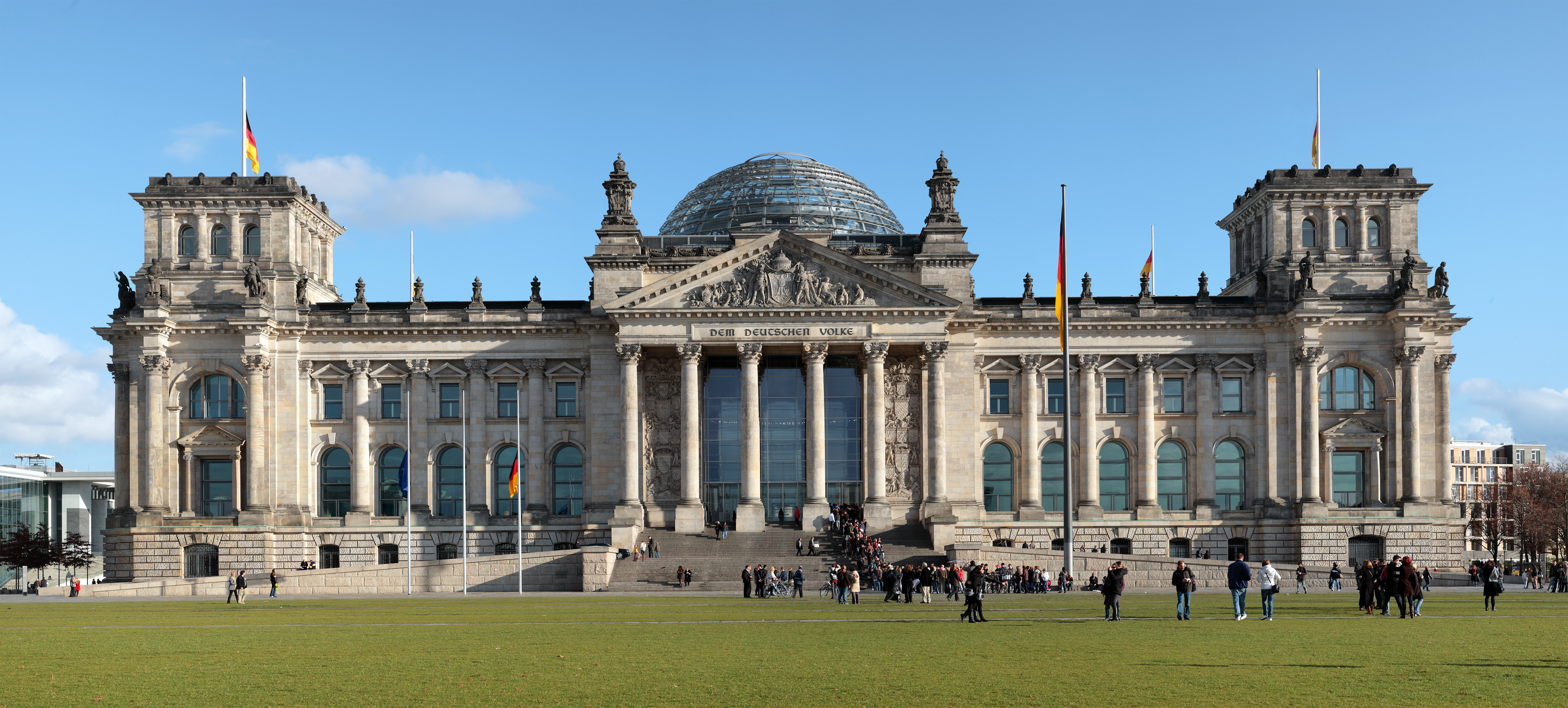
德国国会大楼改造，德国
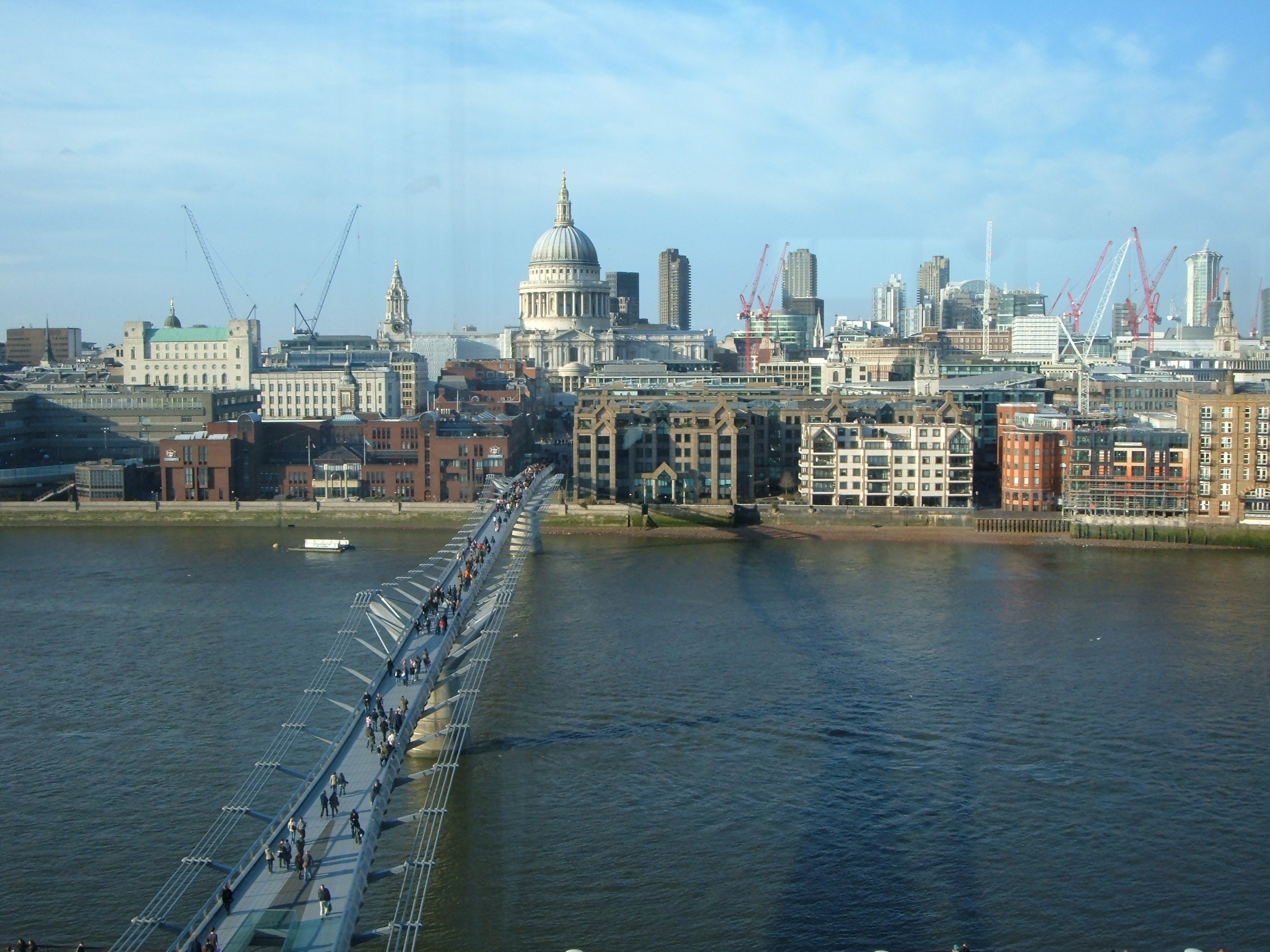
千禧桥，英国
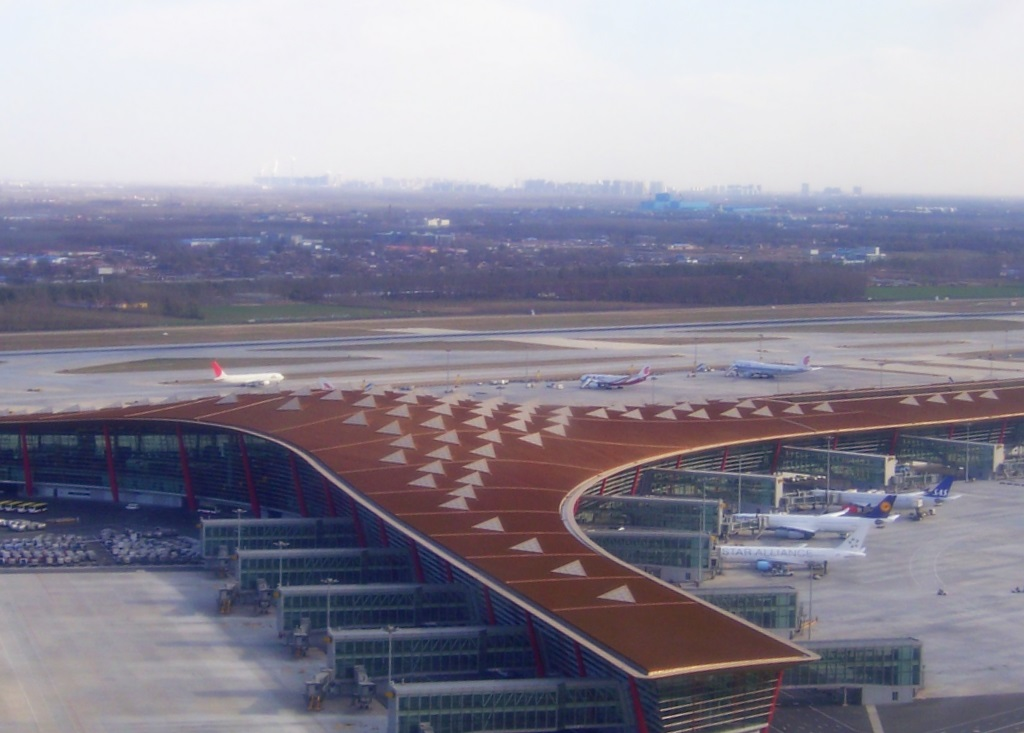
北京首都国际机场三号航站楼，中国
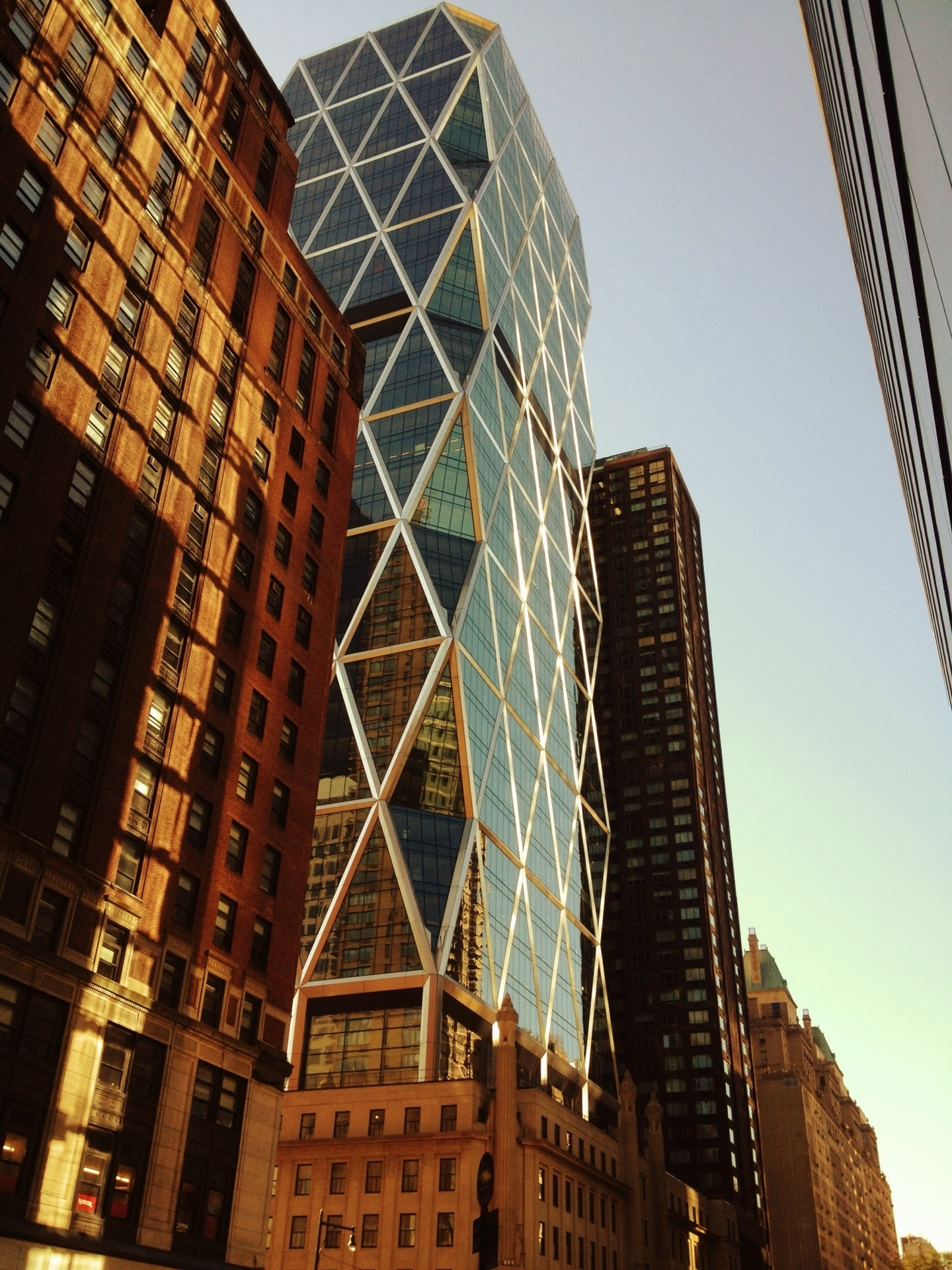
赫斯特公司总部大楼，美国
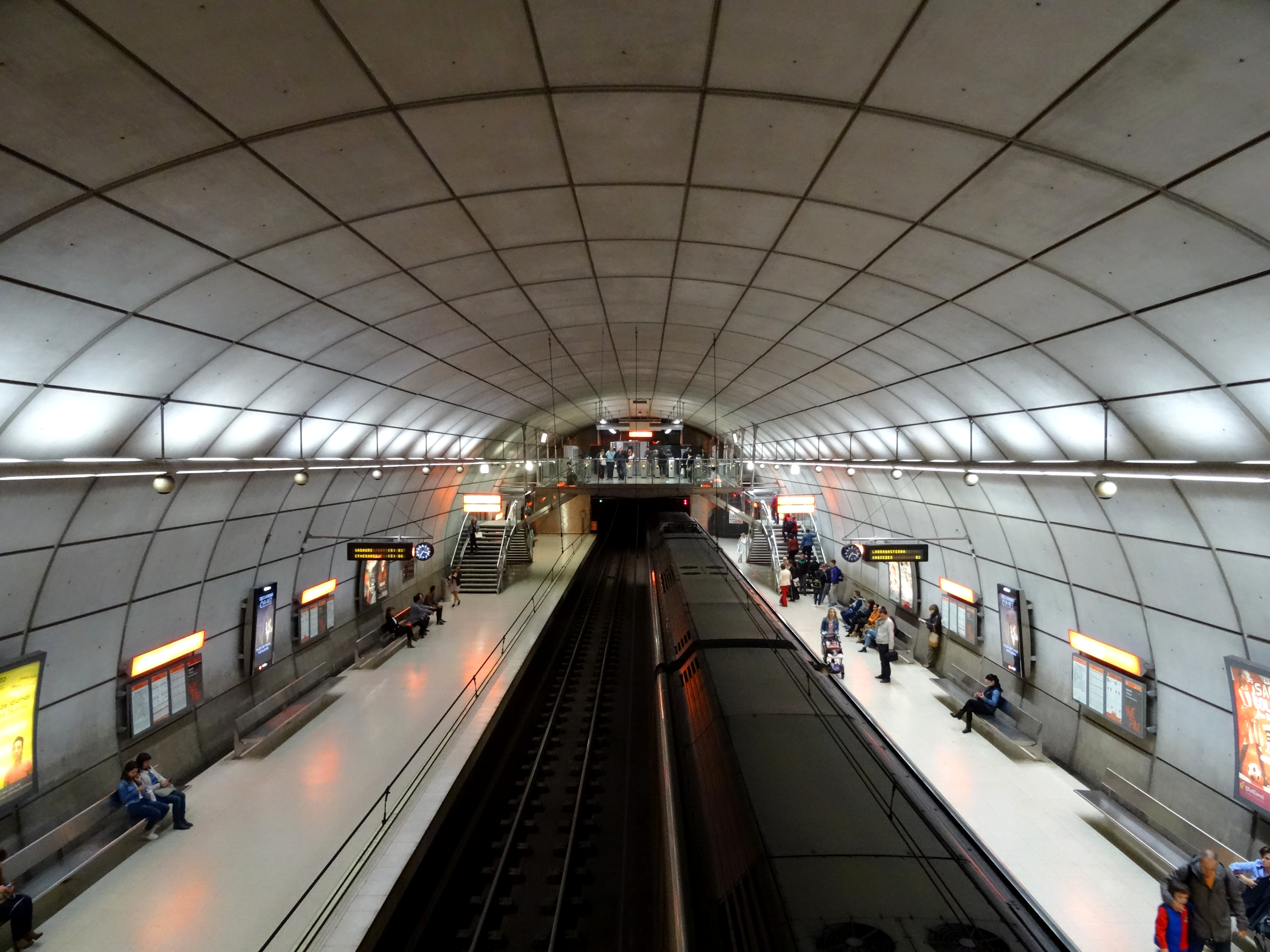
毕尔巴鄂地铁，西班牙
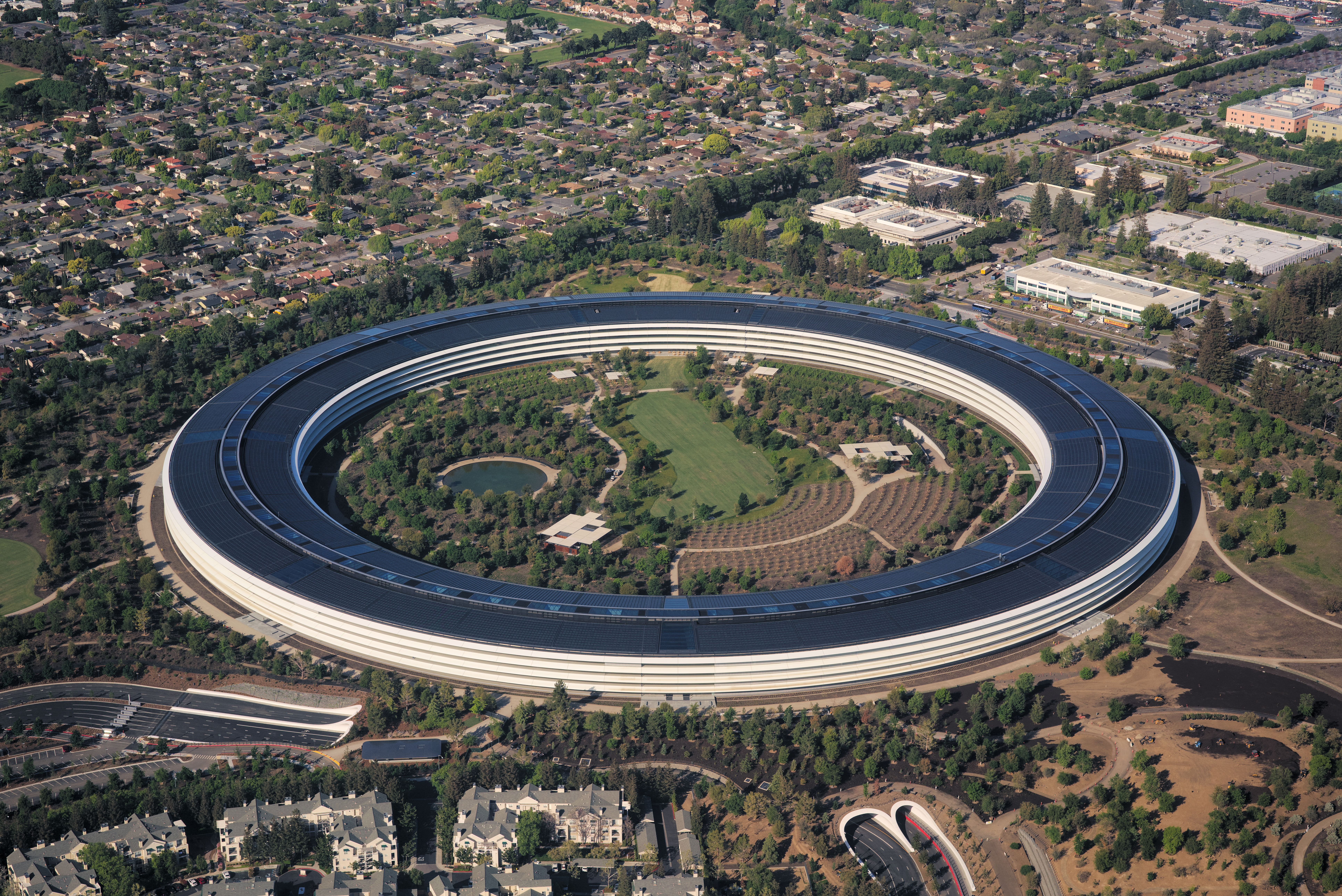
苹果园区，美国

- 1974年－1978年，东英吉利大学桑斯伯里视觉艺术中心（Sainsbury Centre for Visual Arts） ，英國诺里奇
- 1979年－1986年，香港滙豐總行大廈，香港
- 1981年－1991年，倫敦斯坦斯特德機場，英國倫敦
- 1984年－1993年，Carre d'Art，法國尼姆
- 1988年－1995年，地铁车站，西班牙毕尔巴鄂
- 1991年－1997年，商业银行大楼，德國法兰克福
- 1997年，紅磡站翻新工程，香港。1998年香港建築師學會年獎優異獎。
- 1992年－1998年，香港國際機場一號客運大樓，香港赤鱲角
- 1999年，大英博物馆中庭改造，英國伦敦
- 1999年，德国国会大厦穹隆，德國柏林
- 2000年，大伦敦府楼，英國倫敦
- 1996年－2000年，千禧桥，英國伦敦
- 1999年－2001年，伦敦政经学院图书馆翻新，英國伦敦
- 1997年－2005年, 柏林自由大学語言學圖書館
- 2001年，La Poterie地鐵站，法国雷恩
- 2002年，The Lily，香港淺水灣
- 2002年，汇丰集團大廈，英國倫敦
- 1997年－2004年，圣玛莉艾克斯30号大楼，英國倫敦
- 2004年，The Sage Gateshead，英國蓋茨黑德
- 2004年，邁凱倫科技中心，英國
- 2004年，米约大桥，法国
- 2005年，國家警察紀念碑，英國倫敦
- 2007年，北京首都国际机场三號航站楼，中华人民共和国北京
- 2011年，白石角住宅發展項目 (天賦海灣)，香港（已經退出）
- 2013年，啟德郵輪碼頭，香港
- 2014年，Apple 佐鲁中心，土耳其伊斯坦布尔
- 2015年，Apple 西湖，中华人民共和国杭州
- 2013年－2022年，西九文化區，香港
- 2017年，蘋果園區，美國加利福尼亚州
- 2017年，深圳華潤城，中华人民共和國深圳
- 2017年，外滩金融中心，中华人民共和国上海
- 2018年，國立海洋科技博物館的海洋生態展示館，台灣基隆市
- 2018年－2021年，招商銀行全球總部大廈，中华人民共和國深圳
- 2018年，大疆天空之城大廈，中华人民共和國深圳